# ازدواج همجنس در باخا کالیفرنیا
ازدواج همجنس در ایالت باخا کالیفرنیا مکزیک از ۳ نوامبر سال ۲۰۱۷ قاونی شد.در این روز، دولت ایالتی اعلام کرد که اجرای قانون ممنوعیت ازدواج همجنس را متوقف می‌کند و ثبت احوال نیز پذیرش درخواست‌های جواز ازدواج توسط زوج‌های همجنس را آغاز می‌کند. این دستور مطابق با حکمی بود که توسط دادگاه عالی مکزیک اعلام شد و حکم به غیرقانونی بودن ممنوعیت ازدواج همجنس داد. به علاوه، زوج‌های همجنس مجاز به فرزندپذیری در این ایالت هستند.

## آمار ازدواج
از سال ۲۰۱۵ تا اواسط سال ۲۰۱۸، حدود ۳۴ زوج همجنس در باخا کالیفرنیا ازدواج کردند. ۱۸ زوج در تیخوانا، ۱۲زوج در مکسیکالی، ۳زوج در انسنادا، و ۱زوج در تکت ازدواج کردند. کمیسیون ایالتی حقوق بشر خاطرنشان کرده‌است، در حالی که ازدواج همجنس از اواخر سال ۲۰۱۷ در این ایالت قانونی بوده‌است، جواز ازدواج چندین زوج همجنس رد شده‌است. در ژوئیه ۲۰۱۸، کمیسیون ۷۲ مورد را ثبت کرد که بیشتر آنها در تیخوانا بودند. چندین گزارش کرده‌اند که درخواست‌های آن‌ها بر اساس قوانین ازدواج ایالت، که هنوز هم ممنوعیت ازدواج‌های همجنس را حفظ کرده‌اند، رد شده‌است. کمیسیون از کنگره ایالتی خواسته‌است که قوانین ازدواج خود را با صراحت اصلاح کند تا مشکلات برطرف شود و به مقامات ایالتی نیز یادآوری کرده‌است که امتناع از صدور جواز ازدواج همجنس غیرقانونی است.
تا پایان سال ۲۰۱۸، ۱۸۶ زوج همجنس در این ایالت ازدواج کرده بودند. اکثریت این ازدواج‌ها مربوط به تیخوانا بوده‌است.

## افکار عمومی
نظرسنجی سال ۲۰۱۷ که توسط دفتر ارتباطات راهبردی انجام شد نشان داد که ۵۳٪ ساکنان باخا کالیفرنیا از ازدواج همجنس حمایت می‌کنند. ۴۳٪ هم مخالف بودند.
براساس نظرسنجی سال ۲۰۱۸ مؤسسه ملی استادیستیا و جغرافیای، ۳۱٪ از مردم باخا کالیفرنیا با ازدواج همجنس مخالف بودند. این دومین رتبه پایین در کل مکزیک، پس از مکزیکوسیتی با ۲۹، درصد بود.